# Université Lincoln (Pennsylvanie)
Pour les articles homonymes, voir Université Lincoln.
L'université Lincoln (en anglais : Lincoln University ou LU) est une université américaine située près d'Oxford, dans le comté de Chester, en Pennsylvanie

## Histoire
L'Université Lincoln était fondée en 1854 sous le nom « Ashmun Institute », en l'honneur de Jehudi Ashmun de l'American Colonization Society. Elle fait partie des universités traditionnellement noires (HBCU),,.

## Personnalités liées à l'université

### Étudiants
- Nnamdi Azikiwe, premier président du Nigeria
- Oscar Brown, chanteur, auteur-compositeur, poète et dramaturge américain
- Roscoe Lee Browne, acteur de cinéma et metteur en scène de théâtre américain
- Cecil Dennis (1931-1980), homme politique libérien
- Langston Hughes, poète, romancier nouvelliste, dramaturge et éditorialiste américain
- Robert Walter Johnson, médecin américain
- Saara Kuugongelwa-Amadhila (née en 1967), première ministre de Namibie
- Thurgood Marshall, juriste américain
- Kwame Nkrumah, premier président du Ghana
- Cherelle Parker, femme politique américaine
- Clive Terrelonge (né en 1969), athlète jamaïcain
- Gil Scott-Heron (1949-2011), poète et musicien américain
- Charles R. Saunders(né en 1946), écrivain de fantasy noir-américain

## Galerie

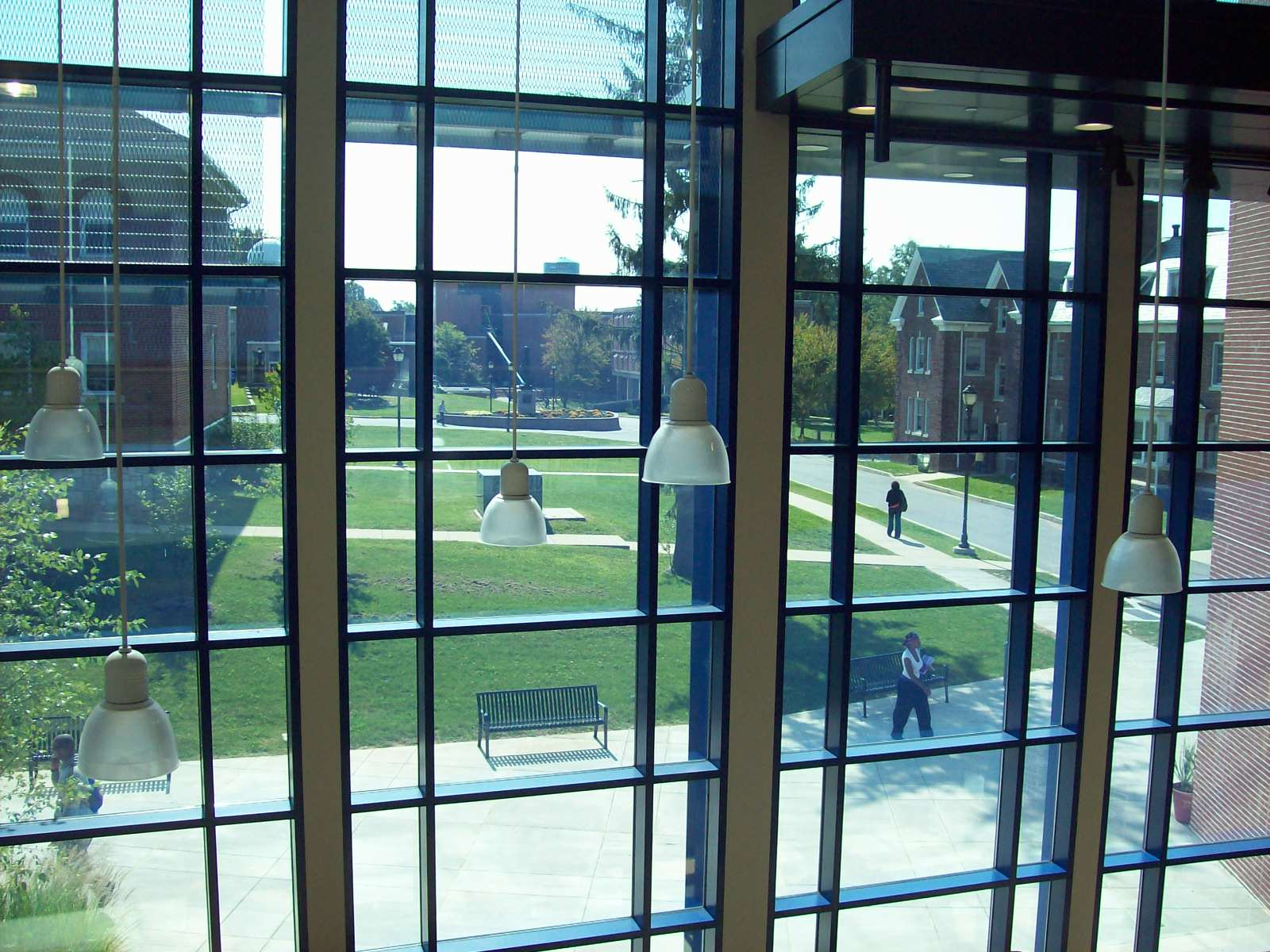
Aperçu de l'université Lincoln de Pennsylvanie.